# Таблиця розділів GUID
GUID Partition Table, абр. GPT — стандарт формату розміщення таблиць розділів на фізичному жорсткому диску. Він є частиною UEFI (англ. Unified Extensible Firmware Interface) — стандарту, запропонованого Intel на зміну  BIOS. EFI використовує GPT там, де BIOS використовує Головний завантажувальний запис (англ. Master Boot Record, MBR).

На цьому малюнку діаграма, що схематично пояснює формат GUID Partition Table. Кожен логічний блок (LBA) має розмір рівно 512 байт. Від’ємні адреси логічних блоків кажуть про те, що їх нумерація розпочинається з кінця тому (диска), причому останній адресований блок має адресу −1.

## Можливості
На відміну від MBR, яка починається з машинного коду, що шукає і завантажує активний розділ, GPT використовує розширені можливості EFI для здійснення цих процесів. Проте MBR присутня в самому початку диску (блок LBA 0) як для захисту, так і з метою сумісності. Саме GPT починається з Заголовка таблиці розділів (англ. Partition Table Header).
GPT використовує сучасну лінійну схему адресації логічних блоків (LBA) замість колишньої адресації (в MBR) «Циліндр — Голівка — Сектор» (CHS). MBR зі всією своєю інформацією міститься в блоці LBA 0, заголовок GPT — в блоці LBA 1. У заголовку міститься адреса блоку, де починається сама таблиця розділів, зазвичай це наступний блок — LBA 2. У випадку 64-бітної версії ОС Microsoft Windows NT, за таблицею розділів зарезервовано 16 384 байтів (якщо сектор має 512 байтів, це буде 32 сектори), тож першим використаним (для даних) сектором кожного жорсткого диску буде блок LBA 34.
Крім того, GPT забезпечує дублювання — заголовок і таблиця розділів записані як на початку, так і в кінці диска.
Теоретично, GPT дозволяє створювати розділи диску розміром до 9,4 ЗБ (9,4 × 1021 байтів), в той час як максимальний розмір розділу MBR не може перевищувати 2,2 ТБ (2,2 × 1012 байтів).

## Спадковий MBR (LBA 0)
Основна мета переміщення MBR в початок диска чисто захисна. MBR-орієнтовані дискові утиліти можуть не розпізнати і навіть переписати GPT диски. Щоб уникнути цього, вказується наявність всього одного розділу, що охоплює весь GPT диск. Системний ідентифікатор (англ. System ID) для цього розділу встановлюється в значення 0xEE, яке вказує, що застосовується GPT. Внаслідок цього EFI ігнорує MBR. Деякі 32-бітні операційні системи, не пристосовані для читання дисків, що містять GPT, тим не менш розпізнають цей Системний ідентифікатор і бачать том як недоступний GPT диск. Старіші ОС зазвичай показують такий диск, який такий, що містить єдиний розділ невідомого типу і без вільного місця; зазвичай, вони відмовляються модифікувати такий диск, поки користувач явно не зажадає і не підтвердить видалення цього розділу. Таким чином запобігається випадкове стирання вмісту GPT диска.